# Gråsidig cinklod
Gråsidig cinklod (Cinclodes oustaleti) är en fågel i familjen ugnfåglar inom ordningen tättingar. Den förekommer vid vattendrag, vintertid även vid kuster, i sydvästra Sydamerika. Arten minskar i antal, men beståndet tros vara livskraftigt.

## Utseende
Gråsidig cinklod är en liten (17–18 cm) och mörk cinklod med medellång och något nedåtböjd näbb. Den har mörkgrå rygg, kontrasterande huvudmönster i brunt och vitt, grått på främre delen av flankerna och roströd på bakre delen. Likt flera andra cinkloder uppvisar den ljusbeige på vingpennornas bas, väl synligt i flykten. Arten liknar de större arterna strandcinklod och mörkbukig cinklod som den ses tillsammans med vintertid, men är påtagligt piggare, ofta knyckande på stjärt och vingar. Mörkbukig cinklod har vidare tydligare vita strimmor på huvudet och grått på hela flanken. Den är även lik bandvingad cinklod, men har kallare toner i fjäderdräkten och vitstreckat bröst.

## Utbredning och systematik
Gråsidig cinklod förekommer i sydvästra Sydamerika. Den delas in i tre underarter med följande utbredning:
- Cinclodes oustaleti oustaleti - förekommer på ön Chiloé Island, i centrala och södra Chile och i angränsande Argentina
- Cinclodes oustaleti baeckstroemii - förekommer på Juan Fernández-öarna (utanför Chile)
- Cinclodes oustaleti hornensis - förekommer på Tierra del Fuego och i Kap Horn-arkipelagen

## Levnadssätt
Gråsidig cinklod är en rätt vanlig fågel som förekommer från havsnivån till högt uppe i Anderna. Där ses den intill myrar, sjökanter och utmed rinnande vattendrag, vanligen i närheten av klippiga sluttningar. Vintertid ses den utmed klippiga stränder.

## Status och hot
Arten har ett stort utbredningsområde, men tros minska i antal, dock inte tillräckligt kraftigt för att den ska betraktas som hotad. Internationella naturvårdsunionen IUCN listar arten som livskraftig (LC).

## Namn
Fågelns vetenskapliga artnamn hedrar den franske zoologen Jean Frédéric Émile Oustalet (1844-1905). Gruppnamnet cinklod är en försvenskning av släktesnamnet Cinclodes, som i sin tur betyder "liknande Cinclus". Cinclus, en latinisering av grekiska kinklos (κιγκλος), var i antikens Grekland namnet på en oidentifierad fågel som levde nära vatten och är nu släktesnamnet för strömstarar. Typarten för släktet Cinclodes, mörkbukig cinklod, beskrevs ursprungligen i ärlesläktet Motacilla, men gavs ett nytt släktesnamn just för att den ansågs vara en ekologisk motsvarighet till strömstarar.